# Callotillus
Genre
Callotillus est un genre d'insectes coléoptères de la famille des Cleridae et de la sous-famille des Tillinae.

## Espèces
- Callotillus bahamensis
- Callotillus crusoe Wolcott, 1923
- Callotillus eburneocinctus Wolcott, 1911

Synonymes
- Callotillus elegans, Callotillus occidentalis et Callotillus vafer, des synonymes de Neocallotillus elegans